# Гнітецький Андрій Віталійович
Андрій Віталійович Гнітецький («Гостомель») (1979—2023) — старший лейтенант Збройних сил України, учасник російсько-української війни.

## Життєпис
Народився в селищі Гостомель Київської області.
Навчався з 1994 року в Ірпінському індустріальному коледжі за спеціальністю «Механізація та автоматизація торфового виробництва» і здобув кваліфікацію електромеханіка.
У 2002 році закінчив факультет фінансів та банківської справи Академії державної податкової служби України за спеціальністю «Фінанси», здобув кваліфікацію магістра з адміністрування податків.
Цікавився ІТ-технологіями. На військовій кафедрі отримав первинне військове звання офіцера запасу.
Під час навчання був активним учасником Культурно-мистецького центру «Сузір'я», де грав у народному оркестрі духових інструментів, гастролював Україною та зарубіжжям.
В аудиторській фірмі «Оригінал» пропрацював 20 років бухгалтером- аудитором. Був добре обізнаний у правах і обов'язках з трудового права, консультував співробітників, рідних, знайомих.
Воював у лавах Десантно-штурмових військ Збройних Сил України, командував взводом 46-ї окремої аеромобільної бригади.
Старший лейтенант Андрій Гнітецький загинув 9 січня 2023 року в боях за м. Соледар на Донеччині при виконанні бойового завдання, рятуючи життя
побратимів.
Поховали офіцера в рідному селищі.

## Нагороди
Нагороджений орденом Богдана Хмельницького III ступеня (посмертно).